# Surinaamse Boks Bond
De Surinaamse Boks Bond (SuBoBo) is de officiële sportbond voor de bokssport in Suriname. De bond is gevestigd in Paramaribo en is lid van het Surinaams Olympisch Comité en de International Boxing Federation, en sinds 2023 van World Boxing.
De oprichting van bond vond plaats op 21 december 1955. In de jaren erna werd het boksen in verenigingsverband bevorderd, onder meer door op elke maandag twee verenigingen tegen elkaar te laten boksen. Op 28 april 1961 vond het eerste gevecht om de Surinaamse titel plaats. De eerste titel werd gewonnen door Ronald Riedewald.